# Arenaria dawuensis
Arenaria dawuensis är en nejlikväxtart som beskrevs av A.J.Li och Q.Ban. Arenaria dawuensis ingår i släktet narvar, och familjen nejlikväxter. Inga underarter finns listade i Catalogue of Life.